# 拍乎叻路

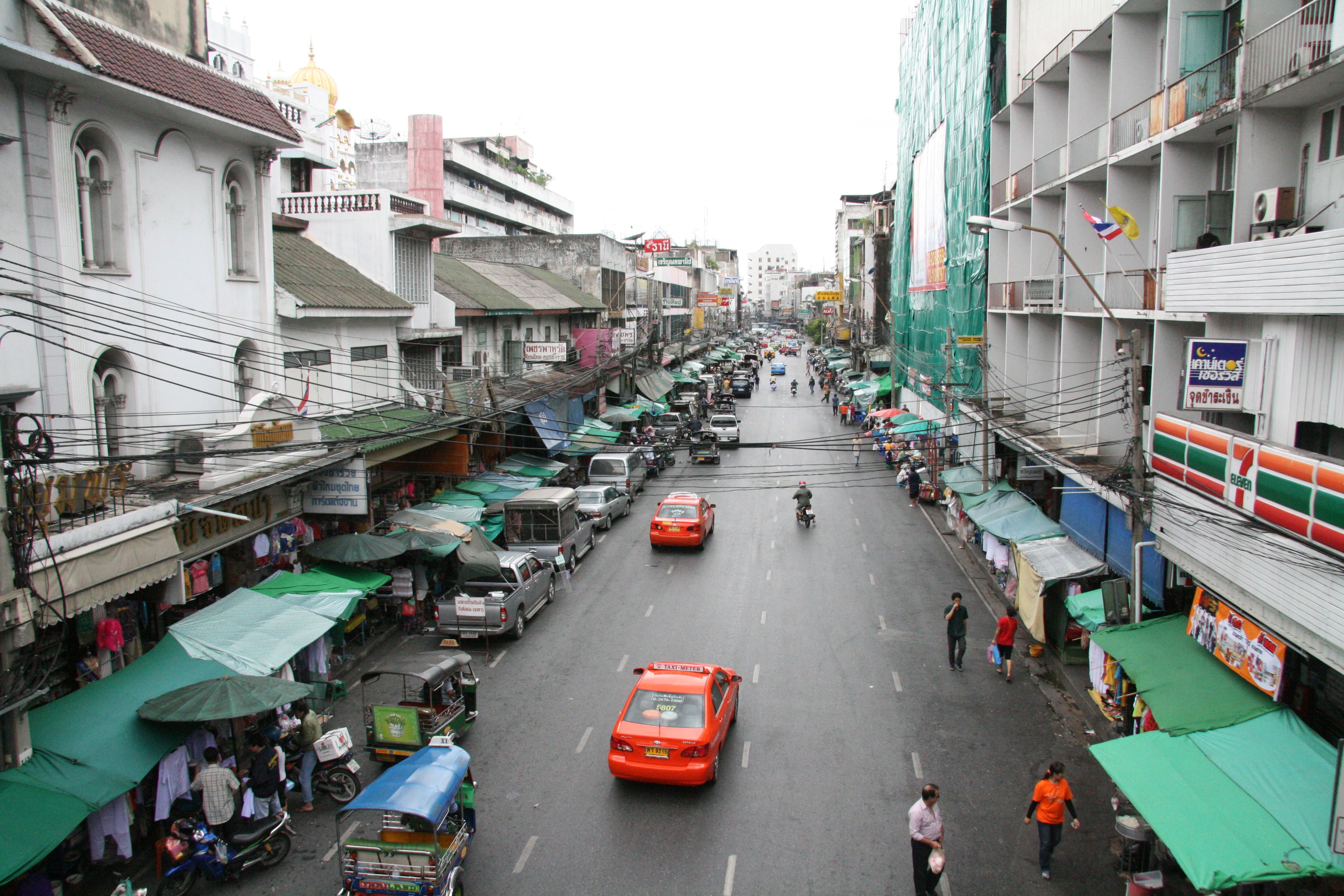
拍乎叻路

拍乎叻路是位於曼谷拍那空縣三王府区的单行路，鄰近地域被稱為「小印度」。拍乎叻路西起万茂路交口，向东经过迪佩路的拍乎叻路口，止于基辟路。
在鄭皇時代，拍乎叻是越南移民的集中地。1898年，遭遇大火災，暹羅君主拉瑪五世在廢墟处建成馬路，並以10歲早逝的Phahurat Manimai公主命名。
現在住在拍乎叻路的居民大多屬南亞裔。在20世紀初期，進駐一群信奉錫克教的居民，並設立紡織品貿易市場。锡克教徒建造的金顶锡克庙成为拍乎叻的地标。除了錫克教，亦有信奉印度教及伊斯蘭教的居民。

## 图册

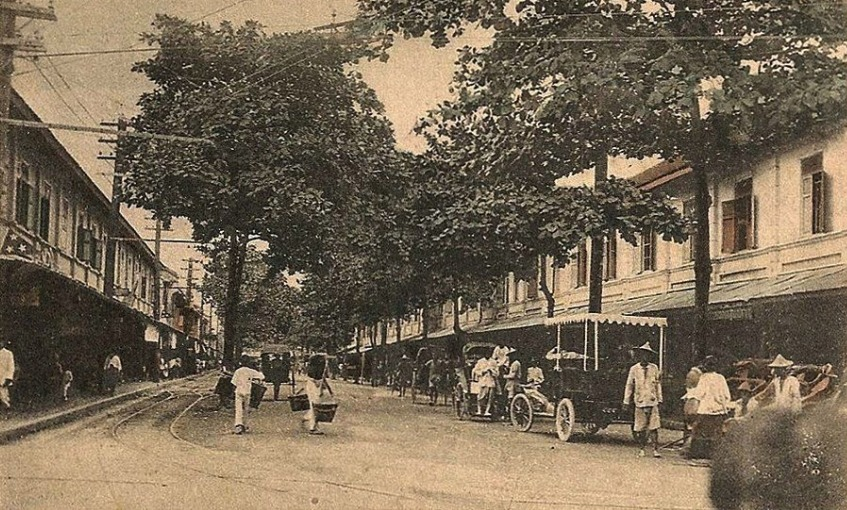
1909年的拍乎叻路
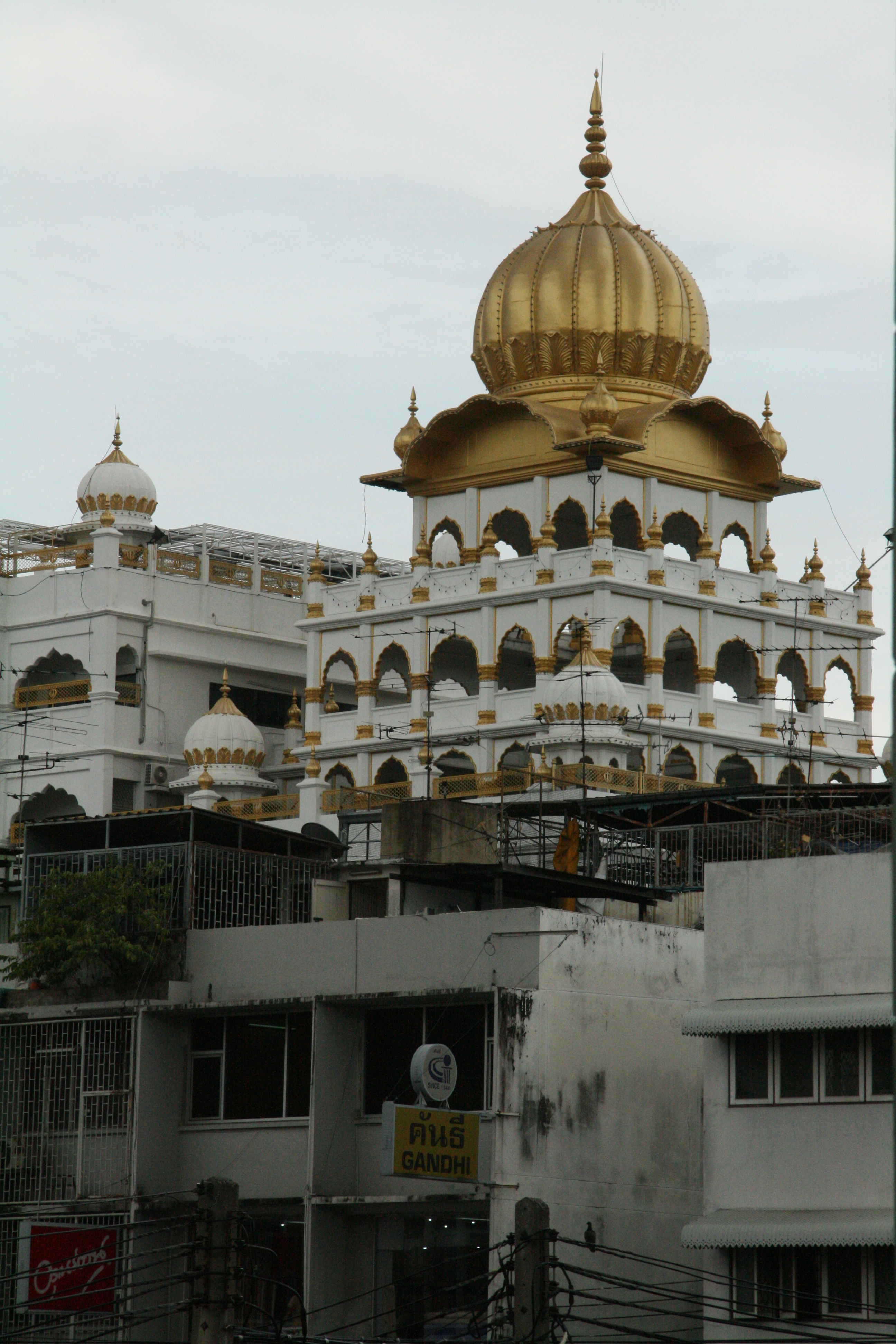
锡克教徒移民建造的金顶錫克廟——西里古鲁辛格萨巴寺（Siri Guru Singh Sabha），是拍乎叻的地標
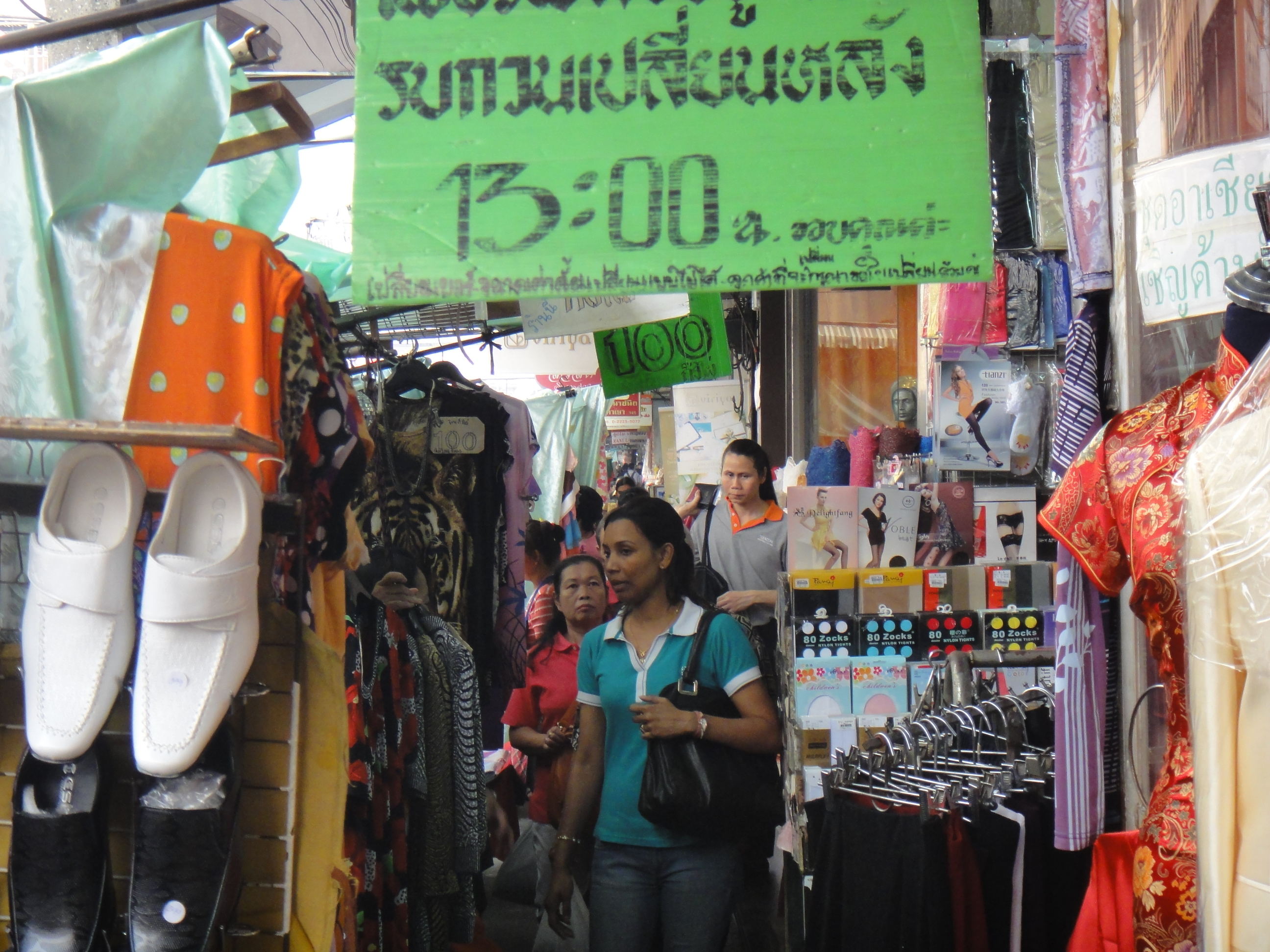
集市
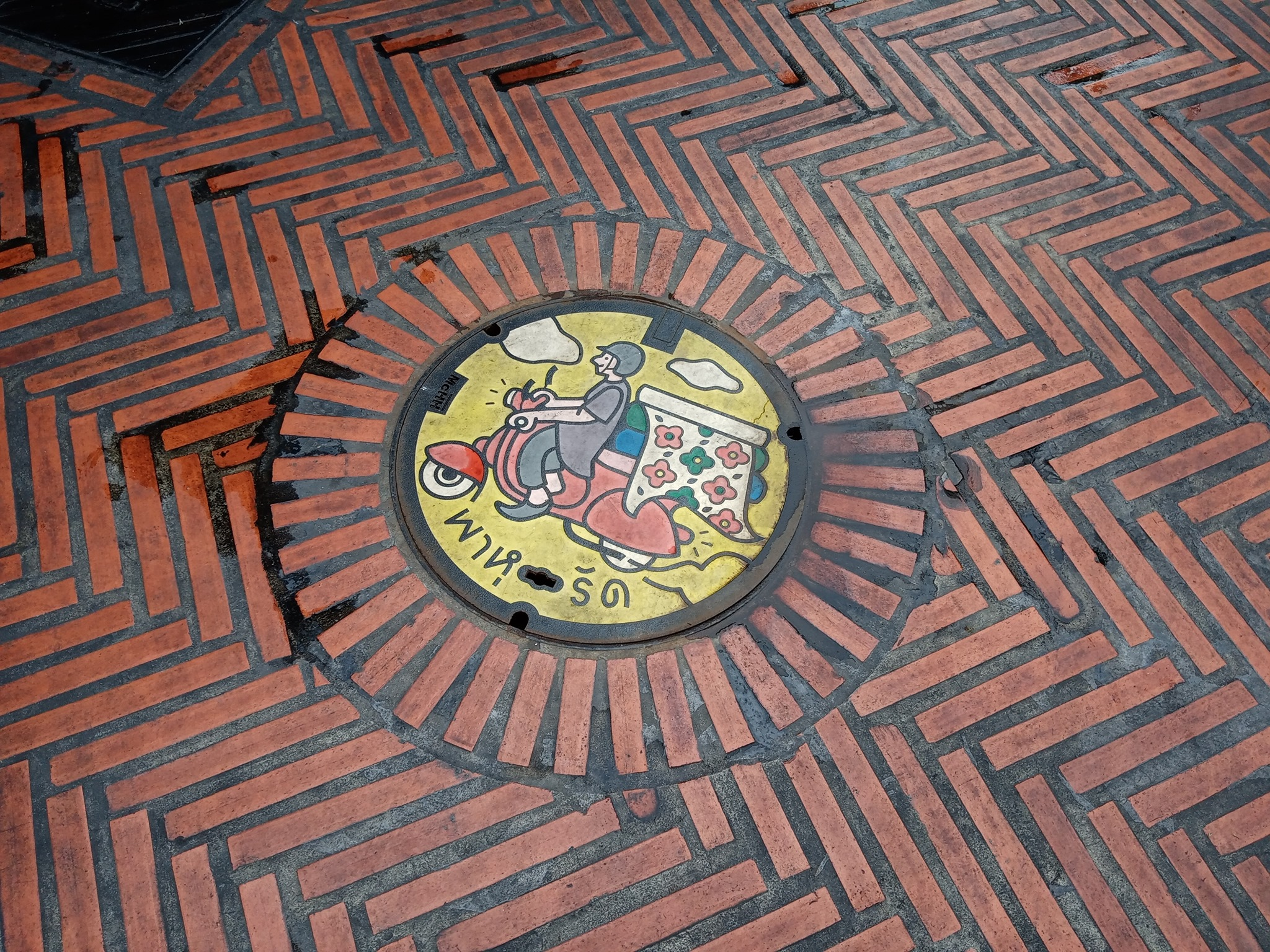
特色井盖
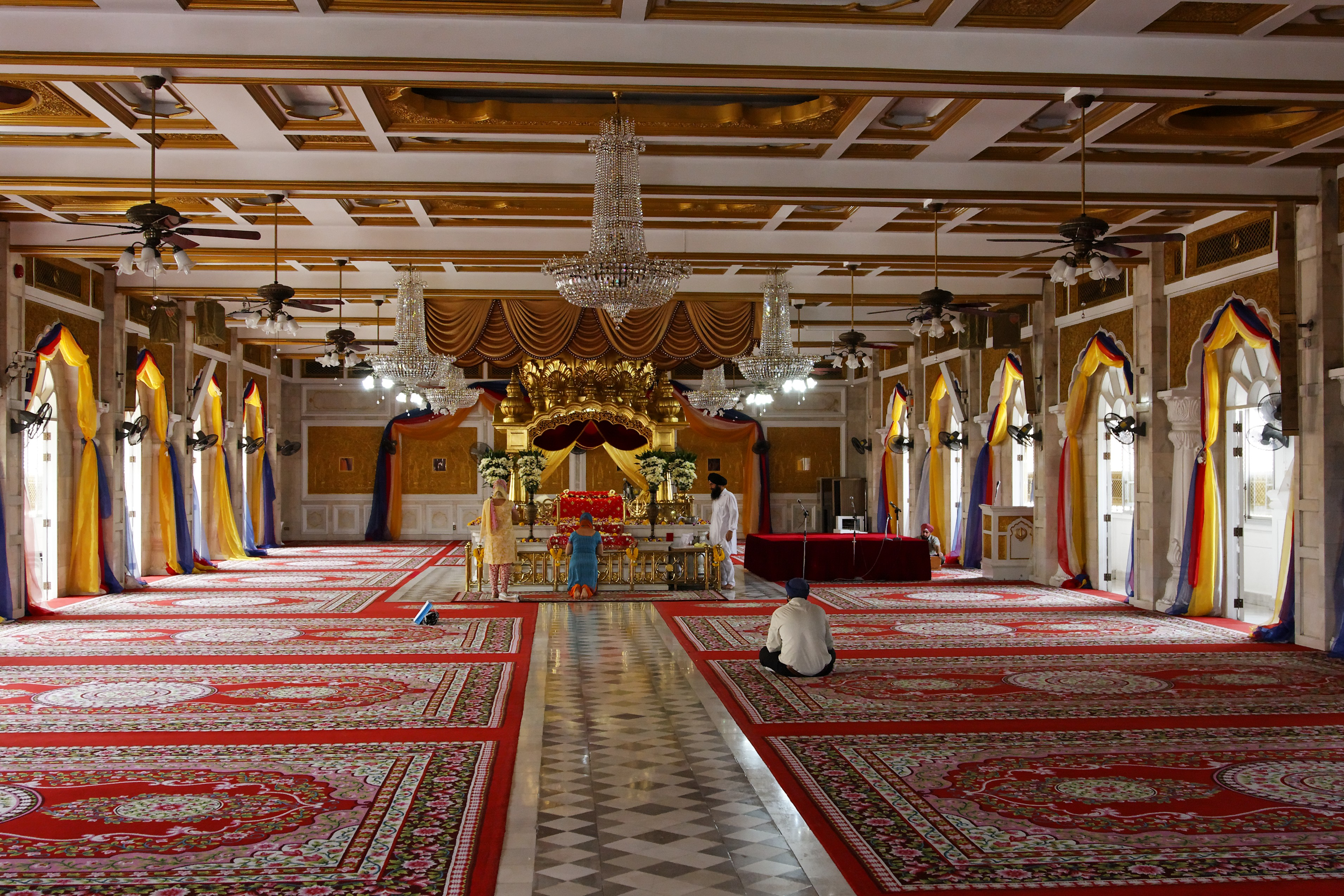
锡克庙内部